# Reserva El Mangrullo
La reserva El Mangrullo es un área natural protegida ubicada en cercanías de la localidad de Picún Leufú, en el sureste de la provincia de Neuquén, en la Patagonia argentina. Abarca la totalidad de la península Alarcón, dentro del Embalse Ezequiel Ramos Mexía. Desde el punto de vista fitogeográfico, corresponde a la ecorregión monte de llanuras y mesetas.

## Características generales
El área protegida fue creada en el año 1996 mediante el decreto provincial n.º 1320, con el objetivo de preservar las características generales de flora y fauna presentes en el ambiente de monte, y sobre la base de las disposiciones emergentes del contrato de concesión de la empresa hidroeléctrica operadora de El Chocón.
Está ubicada en torno a la posición 39°25′57″S 69°03′47″O / -39.43250, -69.06306 y abarca la totalidad de la península Alarcón, hasta el límite formado por la RN237, lo que determina una superficie de alrededor de 8800 ha.
La península Alarcón adquirió su conformación actual luego de que se completara el llenado del embalse generado por la represa. Se trata de una formación amesetada irregular que se eleva unas decenas de metros sobre el nivel de las aguas en sus puntos más altos, formando costas irregulares con cañadones, bajíos y lagunas que con el tiempo crearon el ambiente propicio para el asentamiento de un número importante y diverso de aves.

Actualmente, la reserva forma parte de las AICAs de Argentina.

## Flora
La cobertura vegetal de la reserva es la típica de monte, con cierto grado de alteración antrópica, donde están presentes ejemplares de jarilla hembra (Larrea divaricata), zampa (Atriplex lampa), alpataco (Prosopis alpataco), monte negro (Bougainvillea spinosa), matasebo (Monttea aphylla), yaoyín (Lycium chilense) y molle (Schinus polygamus), entre otros.

## Fauna
La fauna de la reserva incluye maras o liebres patagónicas (Dolichotis patagonum), zorros grises (Lycalopex griseus), gatos monteses y de pajonal (Leopardus colocolo), zorrinos (Conepatus humboldtii), hurones (Galictis cuja) y piches patagónicos (Zaedyus pichiy).
Las aves están ampliamente representadas. En distintos ambientes se han observado ejemplares de flamenco austral (Phoenicopterus chilensis), ñandú (Rhea americana), choique (Rhea pennata), yal carbonero (Phrygilus carbonarius), monterita canela (Poospiza ornata), cacholote pardo (Pseudoseisura gutturalis), monjita castaña (Neoxolmis rubetra), chorlo cabezón (Oreopholus ruficollis),  pitotoy chico (Tringa flavipes) y pitotoy grande (Tringa melanoleuca).